# Lega Basket Serie A 2018-19
La Serie A 2018-19, conocida por motivos de patrocinio como Serie A PosteMobile fue la edición número 97 de la Lega Basket Serie A, la máxima competición de baloncesto de Italia. El campeón fue el Reyer Venezia, que alcanzaba así su cuarto título.

## Equipos y localización
| Equipo                     | Ciudad        | Pabellón               | Capacidad | Temp. 2017–18                  |
| -------------------------- | ------------- | ---------------------- | --------- | ------------------------------ |
| Alma Pallacanestro Trieste | Trieste       | Allianz Dome           | 6,943     | Ganador playoffs Serie A2      |
| AX Armani Exchange Milano  | Milán         | Mediolanum Forum       | 12,700    | Campeón de la Serie A1         |
| Banco di Sardegna Sassari  | Sassari       | PalaSerradimigni       | 5,000     | 10.º en Serie A1               |
| Dolomiti Energia Trento    | Trento        | BLM Group Arena        | 4,360     | Finalista playoffs 2018        |
| Fiat Torino                | Turín         | PalaVela               | 9,200     | 11.º en Serie A1               |
| Germani Basket Brescia     | Brescia       | PalaLeonessa           | 5,200     | Semifinales playoffs 2018      |
| Grissin Bon Reggio Emilia  | Reggio Emilia | PalaBigi               | 4,600     | 12.º en Serie A1               |
| New Basket Brindisi        | Brindisi      | PalaPentassuglia       | 3,534     | 14.º en Serie A1               |
| Openjobmetis Varese        | Varese        | Enerxenia Arena        | 5,100     | Cuartos de final playoffs 2018 |
| Red October Cantù          | Cantù         | PalaBancoDesio (Desio) | 6,700     | Cuartos de final playoffs 2018 |
| Segafredo Virtus Bologna   | Bolonia       | Unipol Arena           | 9,513     | 9.º en Serie A1                |
| Sidigas Avellino           | Avellino      | PalaDelMauro           | 5,195     | Cuartos de final playoffs 2018 |
| The Flexx Pistoia          | Pistoia       | PalaCarrara            | 4,000     | 13.º en Serie A1               |
| Umana Reyer Venezia        | Venecia       | Taliercio              | 3,506     | Semifinals 2018 playoffs       |
| Vanoli Cremona             | Cremona       | PalaRadi               | 3,527     | Cuartos de final playoffs 2018 |
| Victoria Libertas Pesaro   | Pesaro        | Adriatic Arena         | 10,323    | 15.º en Serie A1               |

## Temporada regular

### Clasificación
| Pos. | Equipo                     | PJ | G  | P  | PF   | PC   | DP   | Pts | Clasificación o descenso   |
| ---- | -------------------------- | -- | -- | -- | ---- | ---- | ---- | --- | -------------------------- |
| 1    | AX Armani Exchange Milano  | 30 | 23 | 7  | 2609 | 2391 | +218 | 53  | Clasificados para playoffs |
| 2    | Vanoli Cremona             | 30 | 20 | 10 | 2504 | 2360 | +144 | 50  | Clasificados para playoffs |
| 3    | Umana Reyer Venezia        | 30 | 20 | 10 | 2440 | 2256 | +184 | 50  | Clasificados para playoffs |
| 4    | Banco di Sardegna Sassari  | 30 | 18 | 12 | 2593 | 2436 | +157 | 48  | Clasificados para playoffs |
| 5    | New Basket Brindisi        | 30 | 18 | 12 | 2454 | 2370 | +84  | 48  | Clasificados para playoffs |
| 6    | Dolomiti Energia Trento    | 30 | 17 | 13 | 2383 | 2410 | −27  | 47  | Clasificados para playoffs |
| 7    | Alma Pallacanestro Trieste | 30 | 16 | 14 | 2634 | 2527 | +107 | 46  | Clasificados para playoffs |
| 8    | Sidigas Avellino           | 30 | 16 | 14 | 2470 | 2456 | +14  | 46  | Clasificados para playoffs |
| 9    | Openjobmetis Varese        | 30 | 16 | 14 | 2385 | 2284 | +101 | 46  |                            |
| 10   | Red October Cantù          | 30 | 16 | 14 | 2526 | 2571 | −45  | 46  |                            |
| 11   | Segafredo Virtus Bologna   | 30 | 15 | 15 | 2387 | 2410 | −23  | 45  |                            |
| 12   | Germani Basket Brescia     | 30 | 14 | 16 | 2408 | 2443 | −35  | 44  |                            |
| 13   | Grissin Bon Reggio Emilia  | 30 | 9  | 21 | 2363 | 2493 | −130 | 39  |                            |
| 14   | VL Pesaro                  | 30 | 7  | 23 | 2382 | 2754 | −372 | 37  |                            |
| 15   | OriOra Pistoia             | 30 | 6  | 24 | 2253 | 2511 | −258 | 36  |                            |
| 16   | Fiat Torino (R)            | 30 | 9  | 21 | 2492 | 2611 | −119 | 31  | Descenso a Serie A2        |

 Fuente: LBA
1. ↑  Fiat Torino fue sancionado con 8 puntos menos por el Consejo General debido a irregularidades financieras.[20]

#### Clasificación jornada a jornada
|                            | 1.ª | 2.ª | 3.ª | 4.ª | 5.ª | 6.ª | 7.ª | 8.ª | 9.ª | 10.ª | 11.ª | 12.ª | 13.ª | 14.ª | 15.ª | 16.ª | 17.ª | 18.ª | 19.ª | 20.ª | 21.ª | 22.ª | 23.ª | 24.ª | 25.ª | 26.ª | 27.ª | 28.ª | 29.ª | 30.ª |
| -------------------------- | --- | --- | --- | --- | --- | --- | --- | --- | --- | ---- | ---- | ---- | ---- | ---- | ---- | ---- | ---- | ---- | ---- | ---- | ---- | ---- | ---- | ---- | ---- | ---- | ---- | ---- | ---- | ---- |
| AX Armani Exchange Milano  | 2   | 2   | 2   | 2   | 2   | 2   | 1   | 1   | 1   | 1    | 1    | 1    | 1    | 1    | 1    | 1    | 1    | 1    | 1    | 1    | 1    | 1    | 1    | 1    | 1    | 1    | 1    | 1    | 1    | 1    |
| Vanoli Cremona             | 5   | 3   | 8   | 5   | 3   | 3   | 3   | 4   | 3   | 4    | 3    | 3    | 4    | 5    | 4    | 4    | 3    | 3    | 3    | 3    | 3    | 3    | 3    | 3    | 3    | 3    | 3    | 3    | 2    | 2    |
| Umana Reyer Venezia        | 7   | 1   | 1   | 1   | 1   | 1   | 2   | 2   | 2   | 2    | 2    | 2    | 3    | 2    | 3    | 2    | 2    | 2    | 2    | 2    | 2    | 2    | 2    | 2    | 2    | 2    | 2    | 2    | 3    | 3    |
| Banco di Sardegna Sassari  | 14  | 8   | 4   | 3   | 4   | 6   | 9   | 10  | 8   | 10   | 11   | 11   | 9    | 6    | 6    | 5    | 7    | 8    | 8    | 11   | 11   | 11   | 11   | 9    | 9    | 8    | 7    | 5    | 5    | 4    |
| New Basket Brindisi        | 15  | 5   | 9   | 8   | 6   | 5   | 4   | 6   | 6   | 7    | 7    | 7    | 6    | 7    | 7    | 8    | 6    | 5    | 5    | 6    | 5    | 6    | 5    | 5    | 4    | 4    | 4    | 4    | 4    | 5    |
| Dolomiti Energia Trento    | 12  | 15  | 15  | 15  | 15  | 15  | 15  | 15  | 16  | 15   | 10   | 9    | 8    | 10   | 10   | 10   | 12   | 12   | 11   | 10   | 9    | 8    | 10   | 8    | 8    | 6    | 6    | 6    | 9    | 6    |
| Alma Pallacanestro Trieste | 11  | 14  | 10  | 11  | 12  | 13  | 11  | 9   | 10  | 8    | 6    | 6    | 7    | 9    | 9    | 9    | 9    | 9    | 9    | 8    | 7    | 10   | 8    | 7    | 5    | 5    | 5    | 7    | 7    | 7    |
| Sidigas Avellino           | 1   | 4   | 12  | 10  | 5   | 4   | 5   | 5   | 5   | 5    | 5    | 5    | 5    | 3    | 2    | 3    | 4    | 4    | 4    | 4    | 4    | 4    | 4    | 4    | 7    | 7    | 8    | 8    | 10   | 8    |
| Openjobmetis Varese        | 8   | 11  | 7   | 6   | 7   | 8   | 6   | 3   | 4   | 3    | 4    | 4    | 2    | 4    | 5    | 6    | 5    | 7    | 6    | 5    | 6    | 5    | 6    | 6    | 6    | 9    | 9    | 10   | 6    | 9    |
| Red October Cantù          | 16  | 12  | 3   | 4   | 8   | 9   | 10  | 12  | 13  | 13   | 14   | 14   | 14   | 12   | 14   | 13   | 11   | 10   | 10   | 9    | 8    | 7    | 9    | 12   | 10   | 10   | 10   | 9    | 8    | 10   |
| Segafredo Virtus Bologna   | 6   | 10  | 6   | 7   | 10  | 7   | 7   | 8   | 9   | 6    | 9    | 8    | 10   | 8    | 8    | 7    | 8    | 6    | 7    | 7    | 10   | 9    | 7    | 10   | 11   | 11   | 11   | 11   | 11   | 11   |
| Germani Basket Brescia     | 9   | 9   | 11  | 12  | 11  | 11  | 12  | 11  | 12  | 9    | 8    | 10   | 11   | 11   | 11   | 11   | 10   | 11   | 12   | 12   | 12   | 12   | 12   | 11   | 12   | 12   | 12   | 12   | 12   | 12   |
| Grissin Bon Reggio Emilia  | 3   | 7   | 13  | 14  | 13  | 14  | 14  | 16  | 15  | 16   | 16   | 16   | 15   | 13   | 12   | 14   | 14   | 16   | 16   | 16   | 16   | 16   | 15   | 13   | 15   | 14   | 14   | 14   | 13   | 13   |
| VL Pesaro                  | 4   | 13  | 14  | 13  | 14  | 12  | 8   | 7   | 7   | 11   | 13   | 13   | 13   | 15   | 13   | 12   | 13   | 13   | 13   | 13   | 13   | 13   | 14   | 14   | 14   | 15   | 15   | 15   | 14   | 14   |
| OriOra Pistoia             | 13  | 16  | 16  | 16  | 16  | 16  | 16  | 14  | 11  | 14   | 15   | 15   | 16   | 16   | 16   | 16   | 16   | 15   | 15   | 15   | 15   | 15   | 16   | 16   | 16   | 16   | 16   | 16   | 15   | 15   |
| Fiat Torino                | 10  | 6   | 5   | 9   | 9   | 10  | 13  | 13  | 14  | 12   | 12   | 12   | 12   | 14   | 15   | 15   | 15   | 14   | 14   | 14   | 14   | 14   | 13   | 15   | 13   | 13   | 13   | 13   | 16   | 16   |

Leyenda:
      Primer clasificado
      Clasificado para el playoff
      Último clasificado

### Resultados
| Local \ Visitante          | TRI    | AXM     | SAS    | TRE    | TOR     | BRE   | REG    | BRI    | VAR    | PIS     | CTU    | BOL   | AVE    | VEN    | CRE     | PES    |
| -------------------------- | ------ | ------- | ------ | ------ | ------- | ----- | ------ | ------ | ------ | ------- | ------ | ----- | ------ | ------ | ------- | ------ |
| Alma Pallacanestro Trieste | —      | 73–77   | 65–86  | 85–74  | 115–110 | 90–86 | 104–88 | 71–92  | 96–104 | 96–79   | 102–82 | 88–92 | 110–64 | 104–85 | 97–80   | 105–68 |
| Armani Exchange Milano     | 93–88  | —       | 79–93  | 86–78  | 110–91  | 87–75 | 100–75 | 103–92 | 72–67  | 107–83  | 98–91  | 94–75 | 85–79  | 86–87  | 76–75   | 111–74 |
| Banco di Sardegna Sassari  | 102–97 | 106–107 | —      | 88–70  | 96–82   | 95–87 | 82–71  | 98–103 | 71–60  | 111–113 | 87–81  | 90–72 | 105–84 | 83–86  | 0–20    | 114–73 |
| Dolomiti Energia Trento    | 82–75  | 77–79   | 71–66  | —      | 95–87   | 76–75 | 68–60  | 76–79  | 74–71  | 82–73   | 92–97  | 71–65 | 97–79  | 64–87  | 99–104  | 81–76  |
| Fiat Torino                | 86–74  | 71–93   | 102–83 | 86–84  | —       | 89–91 | 77–58  | 66–72  | 72–66  | 86–80   | 96–106 | 64–80 | 79–96  | 66–73  | 88–94   | 93–71  |
| Germani Basket Brescia     | 77–85  | 92–86   | 71–95  | 79–84  | 83–76   | —     | 83–79  | 97–80  | 78–73  | 87–79   | 81–63  | 77–75 | 74–77  | 72–70  | 86–89   | 84–81  |
| Grissin Bon Reggio Emilia  | 71–84  | 67–71   | 85–77  | 80–84  | 85–98   | 79–82 | —      | 82–76  | 74–68  | 82–84   | 89–99  | 81–89 | 75–91  | 82–74  | 82–81   | 108–66 |
| New Basket Brindisi        | 85–77  | 101–92  | 84–90  | 76–81  | 96–89   | 72–65 | 67–75  | —      | 81–77  | 80–70   | 76–59  | 89–81 | 68–70  | 71–65  | 80–86   | 88–73  |
| Openjobmetis Varese        | 78–66  | 84–94   | 84–73  | 93–85  | 77–60   | 81–80 | 92–80  | 85–67  | —      | 98–70   | 89–71  | 79–86 | 79–83  | 87–79  | 83–64   | 81–75  |
| OriOra Pistoia             | 77–90  | 20–0    | 82–90  | 70–78  | 78–81   | 73–70 | 76–80  | 74–90  | 71–65  | —       | 74–84  | 71–81 | 73–88  | 69–97  | 73–90   | 77–81  |
| Red October Cantù          | 66–88  | 74–101  | 88–97  | 84–72  | 86–75   | 82–76 | 101–95 | 81–79  | 84–75  | 100–79  | —      | 96–94 | 83–73  | 71–93  | 82–66   | 87–90  |
| Segafredo Virtus Bologna   | 82–74  | 79–88   | 74–86  | 74–69  | 82–79   | 88–80 | 81–69  | 61–77  | 84–72  | 67–78   | 90–81  | —     | 88–66  | 76–77  | 66–84   | 78–70  |
| Sidigas Avellino           | 96–97  | 85–81   | 86–78  | 110–72 | 109–82  | 79–67 | 91–59  | 83–87  | 76–71  | 82–78   | 98–81  | 90–96 | —      | 49–79  | 62–70   | 82–81  |
| Umana Reyer Venezia        | 75–83  | 81–84   | 98–90  | 77–81  | 76–75   | 86–70 | 76–71  | 70–59  | 61–66  | 95–72   | 94–90  | 94–75 | 76–65  | —      | 78–67   | 97–62  |
| Vanoli Cremona             | 87–78  | 76–72   | 80–73  | 84–89  | 100–87  | 88–91 | 98–81  | 93–86  | 79–82  | 90–80   | 79–96  | 87–70 | 94–88  | 80–65  | —       | 97–64  |
| VL Pesaro                  | 103–77 | 82–97   | 81–88  | 65–77  | 102–98  | 86–92 | 73–100 | 80–101 | 78–98  | 83–77   | 72–80  | 89–86 | 91–89  | 86–89  | 106–122 | —      |

Notas
1. ↑  Vanoli Cremona ganó el partido 105-100 tras una prórroga, pero se le adjudicó un victoria de 20-0 sobre el Banco di Sardegna Sassari debido a que el entrenador Gianmarco Pozzecco estuvo en la pista a pesar de estar sancionado.[21]
2. ↑  AX Armani Exchange Milano ganó el partido 91-81, pero al OriOra Pistoia le fue concedida la victoria por 20-0 debido a que el jugador James Nunnally de Milano fue alineado cuando estaba suspendido.[22]

## Premios

### Mejor jugador de la jornada
| Jornada | Jugador             | Equipo                    | Val. | Ref.   |
| ------- | ------------------- | ------------------------- | ---- | ------ |
| 1       | Caleb Green         | Sidigas Avellino          | 32   | [ 23 ] |
| 2       | Ike Udanoh          | Red October Cantù         | 40   | [ 24 ] |
| 3       | Davon Jefferson     | Red October Cantù         | 29   | [ 25 ] |
| 4       | Tony Mitchell       | Red October Cantù         | 28   | [ 26 ] |
| 5       | Caleb Green (2)     | Sidigas Avellino          | 34   | [ 27 ] |
| 6       | Erik McCree         | VL Pesaro                 | 33   | [ 28 ] |
| 7       | L. J. Peak          | OriOra Pistoia            | 37   | [ 29 ] |
| 8       | Thomas Scrubb       | Openjobmetis Varese       | 28   | [ 30 ] |
| 9       | Scott Bamforth      | Banco di Sardegna Sassari | 29   | [ 31 ] |
| 10      | Mitchell Watt       | Umana Reyer Venezia       | 31   | [ 32 ] |
| 11      | Mike James          | AX Armani Exchange Milano | 33   | [ 33 ] |
| 12      | Thomas Scrubb (2)   | Openjobmetis Varese       | 33   | [ 34 ] |
| 13      | Davon Jefferson (2) | Red October Cantù         | 45   | [ 35 ] |
| 14      | Jack Cooley         | Banco di Sardegna Sassari | 32   | [ 36 ] |
| 15      | Scott Bamforth (2)  | Banco di Sardegna Sassari | 35   | [ 37 ] |
| 16      | Adrian Banks        | New Basket Brindisi       | 30   | [ 38 ] |
| 17      | Davon Jefferson (3) | Red October Cantù         | 27   | [ 39 ] |
| 18      | Davon Jefferson (4) | Red October Cantù         | 34   | [ 40 ] |
| 19      | Frank Gaines        | Red October Cantù         | 41   | [ 41 ] |
| 20      | Tyler Cain          | Openjobmetis Varese       | 29   | [ 42 ] |
| 21      | Julyan Stone        | Umana Reyer Venezia       | 30   | [ 43 ] |
| 21      | Davon Jefferson (5) | Red October Cantù         | 30   | [ 43 ] |
| 22      | Dyshawn Pierre      | Banco di Sardegna Sassari | 35   | [ 44 ] |
| 22      | Keifer Sykes        | Sidigas Avellino          | 35   | [ 44 ] |
| 23      | Mitchell Watt (2)   | Umana Reyer Venezia       | 33   | [ 45 ] |
| 24      | Mike James (2)      | AX Armani Exchange Milano | 31   | [ 46 ] |
| 25      | Ousman Krubally     | OriOra Pistoia            | 43   | [ 47 ] |
| 26      | Jeremy Chappell     | New Basket Brindisi       | 38   | [ 48 ] |
| 27      | Davon Jefferson (2) | Red October Cantù         | 32   | [ 49 ] |
| 28      | Riccardo Moraschini | New Basket Brindisi       | 38   | [ 50 ] |
| 29      | Adrian Banks        | New Basket Brindisi       | 33   | [ 51 ] |
| 30      | Dustin Hogue        | Dolomiti Energia Trento   | 29   | [ 52 ] |

## Play-offs
|  | Cuartos de final | Cuartos de final           | Cuartos de final | Cuartos de final          | Cuartos de final | Cuartos de final | Cuartos de final |    |     | Semifinales               | Semifinales | Semifinales | Semifinales | Semifinales | Semifinales | Semifinales |                           |    | Final | Final | Final | Final | Final | Final | Final | Final | Final |  |
|  |                  |                            |                  |                           |                  |                  |                  |    |     |                           |             |             |             |             |             |             |                           |    |       |       |       |       |       |       |       |       |       |  |
|  |                  |                            |                  |                           |                  |                  |                  |    |     |                           |             |             |             |             |             |             |                           |    |       |       |       |       |       |       |       |       |       |  |
|  | 1                | AX Armani Exchange Milano  | 74               | 76                        | 62               | 86               | 92               |    |     |                           |             |             |             |             |             |             |                           |    |       |       |       |       |       |       |       |       |       |  |
|  | 1                | AX Armani Exchange Milano  | 74               | 76                        | 62               | 86               | 92               |    |     |                           |             |             |             |             |             |             |                           |    |       |       |       |       |       |       |       |       |       |  |
|  | 8                | Sidigas Avellino           | 82               | 61                        | 69               | 80               | 76               |    |     |                           |             |             |             |             |             |             |                           |    |       |       |       |       |       |       |       |       |       |  |
|  | 8                | Sidigas Avellino           | 82               | 61                        | 69               | 80               | 76               |    | 1   | AX Armani Exchange Milano | 78          | 101         | 96          |             |             |             |                           |    |       |       |       |       |       |       |       |       |       |  |
|  |                  |                            |                  |                           |                  |                  |                  |    | 1   | AX Armani Exchange Milano | 78          | 101         | 96          |             |             |             |                           |    |       |       |       |       |       |       |       |       |       |  |
|  |                  |                            | 4                | Banco di Sardegna Sassari | 86               | 112              | 108              |    |     |                           |             |             |             |             |             |             |                           |    |       |       |       |       |       |       |       |       |       |  |
|  | 4                | Banco di Sardegna Sassari  | 4                | Banco di Sardegna Sassari | 86               | 112              | 108              | 89 | 106 | 92                        |             |             |             |             |             |             |                           |    |       |       |       |       |       |       |       |       |       |  |
|  | 4                | Banco di Sardegna Sassari  |                  |                           |                  |                  |                  |    |     |                           |             |             |             |             |             |             |                           |    |       |       |       |       |       |       |       |       |       |  |
|  | 5                | New Basket Brindisi        | 73               | 97                        | 87               |                  |                  |    |     |                           |             |             |             |             |             |             |                           |    |       |       |       |       |       |       |       |       |       |  |
|  | 5                | New Basket Brindisi        | 73               | 97                        | 87               |                  |                  |    |     |                           |             |             |             |             |             | 4           | Banco di Sardegna Sassari | 70 | 80    | 73    | 95    | 65    | 87    | 61    |       |       |       |  |
|  |                  |                            |                  |                           |                  |                  |                  |    |     |                           |             |             |             |             |             |             | Banco di Sardegna Sassari | 70 | 80    | 73    | 95    | 65    | 87    | 61    |       |       |       |  |
|  |                  |                            | 3                | Umana Reyer Venezia       | 72               | 66               | 76               | 88 | 78  | 77                        | 87          |             |             |             |             |             |                           |    |       |       |       |       |       |       |       |       |       |  |
|  | 3                | Umana Reyer Venezia        | 3                | Umana Reyer Venezia       | 72               | 66               | 76               | 88 | 78  | 77                        | 87          | 67          | 69          | 59          | 51          | 87          |                           |    |       |       |       |       |       |       |       |       |       |  |
|  | 3                | Umana Reyer Venezia        |                  |                           |                  |                  |                  |    |     |                           |             | 67          | 69          | 59          | 51          | 87          |                           |    |       |       |       |       |       |       |       |       |       |  |
|  | 6                | Dolomiti Energia Trento    | 57               | 51                        | 72               | 61               | 62               |    |     |                           |             |             |             |             |             |             |                           |    |       |       |       |       |       |       |       |       |       |  |
|  | 6                | Dolomiti Energia Trento    | 57               | 51                        | 72               | 61               | 62               |    | 3   | Umana Reyer Venezia       | 87          | 74          | 73          | 78          | 79          |             |                           |    |       |       |       |       |       |       |       |       |       |  |
|  |                  |                            |                  |                           |                  |                  |                  |    | 3   | Umana Reyer Venezia       | 87          | 74          | 73          | 78          | 79          |             |                           |    |       |       |       |       |       |       |       |       |       |  |
|  |                  |                            | 2                | Vanoli Cremona            | 80               | 78               | 75               | 75 | 68  |                           |             |             |             |             |             |             |                           |    |       |       |       |       |       |       |       |       |       |  |
|  | 2                | Vanoli Cremona             | 2                | Vanoli Cremona            | 80               | 78               | 75               | 75 | 68  | 82                        | 89          | 86          | 81          |             |             |             |                           |    |       |       |       |       |       |       |       |       |       |  |
|  | 2                | Vanoli Cremona             |                  |                           |                  |                  |                  |    |     |                           |             | 86          | 81          |             |             |             |                           |    |       |       |       |       |       |       |       |       |       |  |
|  | 7                | Alma Pallacanestro Trieste | 75               | 81                        | 91               | 71               |                  |    |     |                           |             |             |             |             |             |             |                           |    |       |       |       |       |       |       |       |       |       |  |
|  | 7                | Alma Pallacanestro Trieste | 75               | 81                        | 91               | 71               |                  |    |     |                           |             |             |             |             |             |             |                           |    |       |       |       |       |       |       |       |       |       |  |
|  |                  |                            |                  |                           |                  |                  |                  |    |     |                           |             |             |             |             |             |             |                           |    |       |       |       |       |       |       |       |       |       |  |

## Estadísticas
Hasta el 12 de marzo de 2019.
| Rank | Nombre         | Equipo                    | PPP  |
| ---- | -------------- | ------------------------- | ---- |
| 1.   | James Blackmon | VL Pesaro                 | 20.7 |
| 2.   | Erik McCree    | VL Pesaro                 | 19.6 |
| 3.   | Frank Gaines   | Red October Cantù         | 19.5 |
| 4.   | Scott Bamforth | Banco di Sardegna Sassari | 19.0 |
| 5.   | Caleb Green    | Sidigas Avellino          | 18.8 |

| Rank | Nombre           | Equipo                    | APP |
| ---- | ---------------- | ------------------------- | --- |
| 1.   | Tony Taylor      | Segafredo Virtus Bologna  | 5.3 |
| 2.   | Mike James       | AX Armani Exchange Milano | 5.2 |
| 3.   | Luca Vitali      | Germani Basket Brescia    | 5.1 |
| 4.   | Aaron Craft      | Dolomiti Energia Trento   | 4.9 |
| 5.   | Darington Hobson | Fiat Torino               | 4.8 |

| Rank | Nombre               | Equipo              | RPP  |
| ---- | -------------------- | ------------------- | ---- |
| 1.   | Egidijus Mockevičius | VL Pesaro           | 11.1 |
| 2.   | Ousman Krubally      | OriOra Pistoia      | 10.5 |
| 2.   | Tyler Cain           | Openjobmetis Varese | 10.4 |
| 4.   | Mangok Mathiang      | Vanoli Cremona      | 9.6  |
| 5.   | Davon Jefferson      | Pallacanestro Cantù | 9.2  |

| Rank | Nombre               | Equipo                    | VPP  |
| ---- | -------------------- | ------------------------- | ---- |
| 1.   | Davon Jefferson      | Red October Cantù         | 25.1 |
| 2.   | Caleb Green          | Sidigas Avellino          | 23.4 |
| 3.   | Ike Udanoh           | Red October Cantù         | 20.9 |
| 4.   | Scott Bamforth       | Banco di Sardegna Sassari | 19.3 |
| 5.   | Egidijus Mockevičius | VL Pesaro                 | 19.1 |

### Otras estadísticas
| Categoría      | Jugador        | Equipo                    | Media |
| -------------- | -------------- | ------------------------- | ----- |
| Robos de balón | Dominic Artis  | VL Pesaro                 | 2.1   |
| Tapones        | Hamady N'Diaye | Sidigas Avellino          | 2.0   |
| Pérdidas       | Norris Cole    | Sidigas Avellino          | 3.0   |
| %2P            | William Mosley | Pallacanestro Trieste     | 73.3% |
| %3P            | Michael Bramos | Umana Reyer Venezia       | 51.0% |
| %TL            | Scott Bamforth | Banco di Sardegna Sassari | 89.5% |